# Чунха, Лонгин Да
Лонгин Да Чунха (индон. Longinus Da Cunha, 30 июля 1945 года, Индонезия — 6 апреля 2006 года, Энде, Индонезия) — католический прелат, архиепископ Энде с 23 февраля 1996 года по 6 апреля 2006 год.

## Биография
10 июля 1973 года Лонгин Да Чунха был рукоположён в священника.
23 февраля 1996 года Римский папа Иоанн Павел II назначил Лонгина Да Чунху архиепископом Энде. 10 июля 1996 года состоялось рукоположение Лонгина Да Чунхи в епископа, которое совершил архиепископ Энде Донат Джагом в сослужении с архиепископом Джакарты кардиналом Юлий Рияди Дармаатмаджа и титулярным архиепископом Белликаструма и апостольским пронунцием в Индонезии Пьетро Самби.
Скончался 6 апреля 2006 года в городе Энде.